# KS ROW 1964 Rybnik
Der KS ROW 1964 Rybnik ist ein polnischer Fußballverein aus Rybnik und spielt aktuell in der fünftklassigen 4. Liga Polens.

## Geschichte

### ROW Rybnik
Der Verein entstand 1964 aus der Fusion von KS Górnik 23 Rybnik und Rybnicki KS Górnik und nannte sich seitdem ROW Rybnik. 1968 war der Klub erstmals in die 1. Liga aufgestiegen. In der Saison 1972/73 und 1973/74 wurde das beste Ergebnis mit dem 7. Platz erreicht. Dieses Jahrzehnt war das erfolgreichste des Vereins. Viermal spielte die Mannschaft im UEFA Intertoto Cup (1971, 1973, 1975, 1976) und wurde hier zweimal Gruppensieger. Die zweite Mannschaft von Rybnik hatte sich 1975 für das Finale qualifiziert, an dem dann aber die erste Mannschaft des Vereins antrat, und erst im Elfmeterschießen gegen Stal Rzeszów unterlag. In der Saison 1976/77 stieg der Verein aus der Ekstraklasa ab, eine Rückkehr ins Oberhaus wurde nicht geschafft, weil nach dem Abstieg der Klub einige gute und talentierte Spieler ziehen lassen musste. Nach der Saison 1982/83 musste man sogar den Gang in die dritte Liga antreten. Anfang der 1990er Jahre war der Klub zahlungsunfähig.

### Energetyk Rybnik
Der Fußballverein Energetyk Rybnik wurde 1981 gegründet und spielte auf lokaler Ebene.

### Energetyk ROW Rybnik
Die Fußballabteilung von ROW Rybnik wurde 2003 auf Basis von Energetyk Rybnik reaktiviert und nannte sich Energetyk ROW Rybnik. Zur Saison 2013/14 gelang der Aufstieg in die zweitklassige 1. Liga, aus der die Mannschaft nach einer Saison bereits wieder abgestiegen ist. 2015 erfolgte die Umbenennung zu KS ROW 1964 Rybnik. In der Saison 2019/20 spielt der Verein viertklassig.

## Erfolge
ROW Rybnik:
- Intertoto Cup
  - Sieger 1973, 1975

- Polnischer Pokal
  - Finalist 1975

## Spielzeiten
als ROW Rybnik:
| Saison  | Liga        | Platz | S  | U  | N  | Tore  | Pkt. |
| ------- | ----------- | ----- | -- | -- | -- | ----- | ---- |
| 1968/69 | Ekstraklasa | 14.   | 03 | 10 | 13 | 23:41 | 16   |
| 1970/71 | Ekstraklasa | 13.   | 07 | 08 | 11 | 20:30 | 22   |
| 1972/73 | Ekstraklasa | 07.   | 08 | 10 | 08 | 20:21 | 26   |
| 1973/74 | Ekstraklasa | 07.   | 09 | 11 | 10 | 24:28 | 29   |
| 1974/75 | Ekstraklasa | 14.   | 07 | 12 | 11 | 24:35 | 26   |
| 1975/76 | Ekstraklasa | 09.   | 11 | 06 | 13 | 30:40 | 28   |
| 1976/77 | Ekstraklasa | 16.   | 05 | 08 | 17 | 29:46 | 18   |

als Energetyk ROW Rybnik:
| Saison  | Liga    | Platz | S  | U  | N  | Tore  | Pkt. |
| ------- | ------- | ----- | -- | -- | -- | ----- | ---- |
| 2013/14 | 1. Liga | 17.   | 06 | 15 | 13 | 42:52 | 33   |